# إسماعيل كوليبالي
إسماعيل كوليبالي (بالفرنسية: Ismaël Coulibaly) هو لاعب تايكوندو مالي، ولد في 20 نوفمبر 1992 في باماكو في مالي.

## وصلات خارجية
- إسماعيل كوليبالي على موقع TaekwondoData.com (الإنجليزية)
- إسماعيل كوليبالي على موقع أوليمبيديا (الإنجليزية)